# 4434 Nikulin
4434 Nikulin је астероид главног астероидног појаса чија средња удаљеност од Сунца износи 2,441 астрономских јединица (АЈ).
Апсолутна магнитуда астероида је 13,2.